# Hulterstad

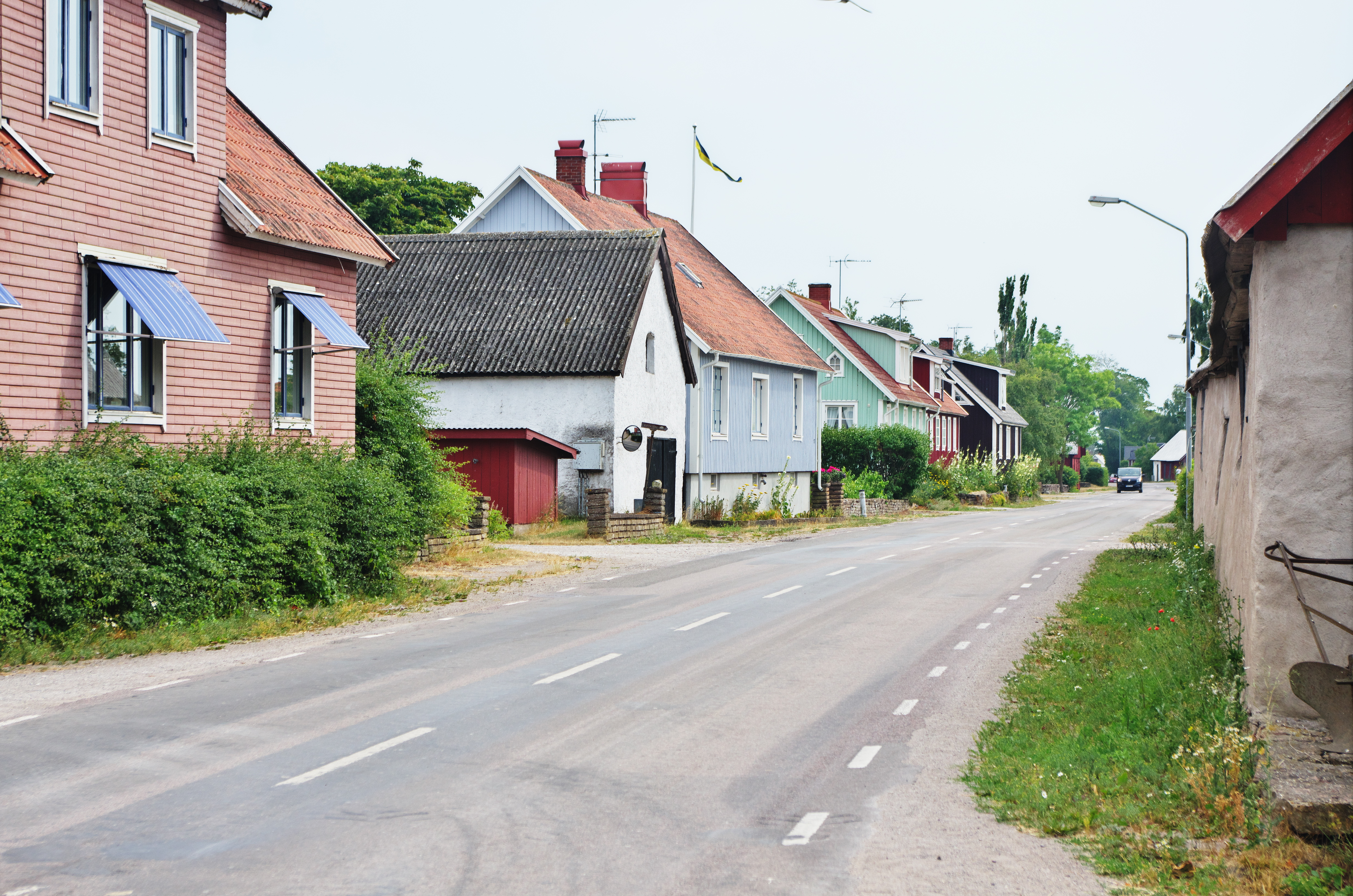
Hulterstad sommaren 2018.

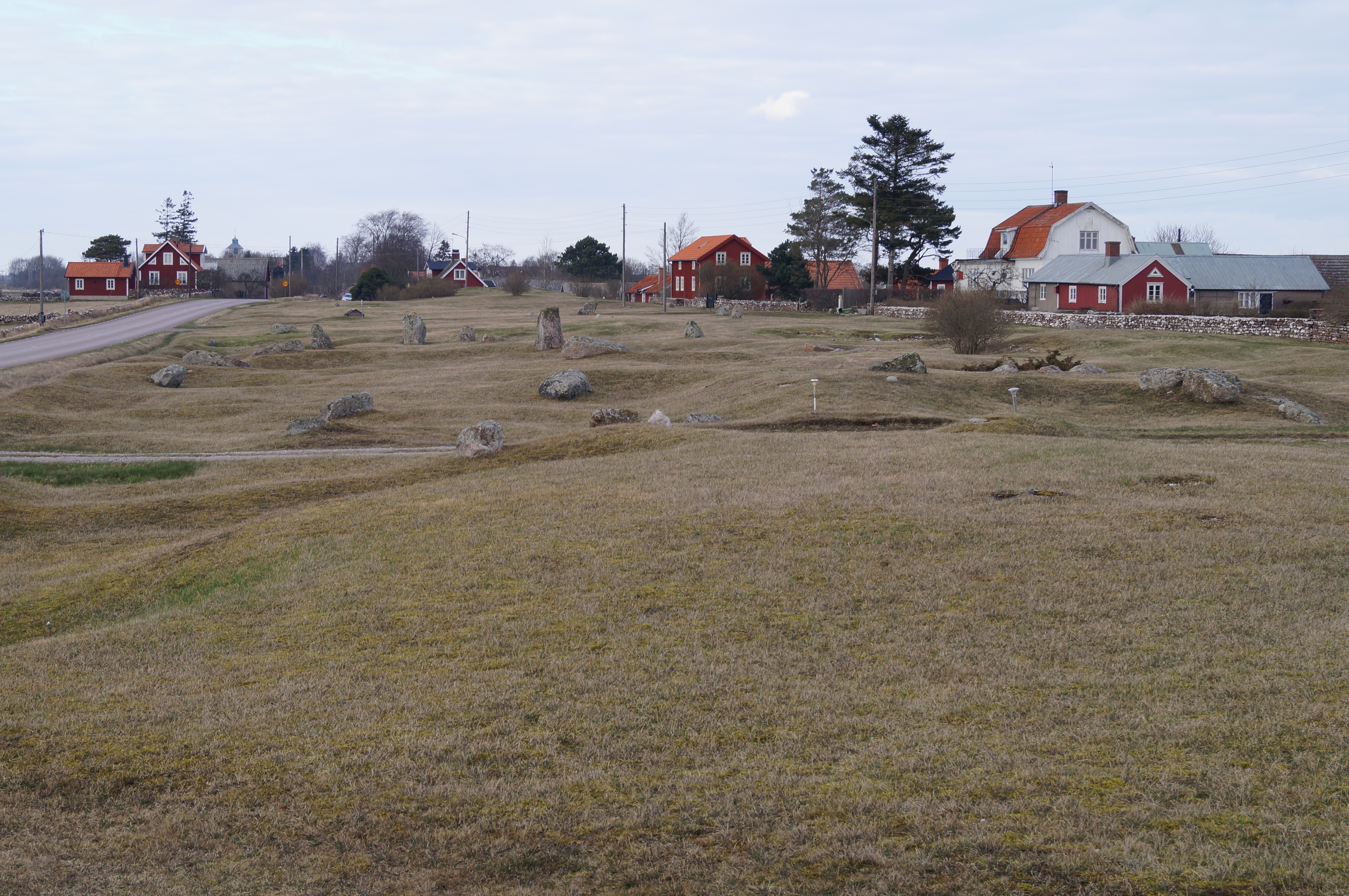
Hulterstads gravfält

Hulterstad är en bebyggelse i Mörbylånga kommun i Kalmar län och kyrkby i Hulterstads socken, belägen på sydöstra Öland mellan Stora alvaret och Östersjön cirka 15 kilometer sydöst om centralorten Mörbylånga. SCB avgränsade här mellan 1990 och 2020 en småort.

## Historia
Just söder om kyrkbyn finns ett gravfält från järnåldern och en skeppsgrav från vikingatiden.
Hulterstad skrevs 1283 Hulterstadhum. Förleden hulter- kommer kanske från en genitiv av det fornnordiska mansnamnet Hultger.

### Befolkningsutveckling
| Befolkningsutvecklingen i Hulterstad 1990–2015 | Befolkningsutvecklingen i Hulterstad 1990–2015 | Befolkningsutvecklingen i Hulterstad 1990–2015 | Befolkningsutvecklingen i Hulterstad 1990–2015 | Befolkningsutvecklingen i Hulterstad 1990–2015 |
| ---------------------------------------------- | ---------------------------------------------- | ---------------------------------------------- | ---------------------------------------------- | ---------------------------------------------- |
|                                                |                                                |                                                |                                                |                                                |
| År                                             |                                                |                                                | Folkmängd                                      | Areal (ha)                                     |
| 1990                                           | 1990                                           |                                                | 58                                             | 15#                                            |
| 1995                                           | 1995                                           |                                                | 53                                             | 17#                                            |
| 2000                                           | 2000                                           |                                                | 62                                             | 18#                                            |
| 2005                                           | 2005                                           |                                                | 55                                             | 18#                                            |
| 2010                                           | 2010                                           |                                                | 55                                             | 22#                                            |
| 2015                                           | 2015                                           |                                                | 53                                             | 28#                                            |
| Anm.: # Som småort.                            |                                                |                                                |                                                |                                                |

## Samhället
I Hulterstad ligger Hulterstads kyrka.